# Pilníkov
Pilníkov (in tedesco Pilnikau) è una città della Repubblica Ceca facente parte del distretto di Trutnov, nella regione di Hradec Králové.